# Adalberto de Praga
Adalberto (em tcheco: Vojtěchⓘ; em polonês: Wojciech; c. 956 — 23 de abril de 997), foi um bispo de Praga martirizado em seus esforços para converter os prussianos bálticos. Mais tarde, foi feito o padroeiro da Boémia, Polónia, Hungria e Ducado da Prússia.

## Nascimento e juventude
Adalberto (Vojtěch) nasceu em uma família nobre tcheca do príncipe Slavník e sua esposa Střezislava em Libice nad Cidlinou, Boêmia. O Chambers Biographical Dictionary dá o seu ano de nascimento como 939. Seu pai era um rico e independente governante do principado de Zličan, que rivalizava com Praga. Adalberto tinha cinco irmãos: Soběslav (herdeiro dos Slavniks), Spytimír, Pobraslav, Pořej, Čáslav e um meio-irmão Radim (Gaudêncio) da ligação de seu pai com outra mulher. Radim escolheu uma carreira clerical como fez Adalberto, e tomou o nome de Gaudêncio. Adalberto era um homem bem-educado, tendo estudado durante cerca de dez anos (970-80) em Magdeburgo, sob a orientação de Santo Adalberto de Magdeburgo. Com a morte de seu mentor, ele tomou o nome Adalberto. Superdotado e diligente, Adalberto logo tornou-se conhecido em toda a Europa.

## Atos religiosos

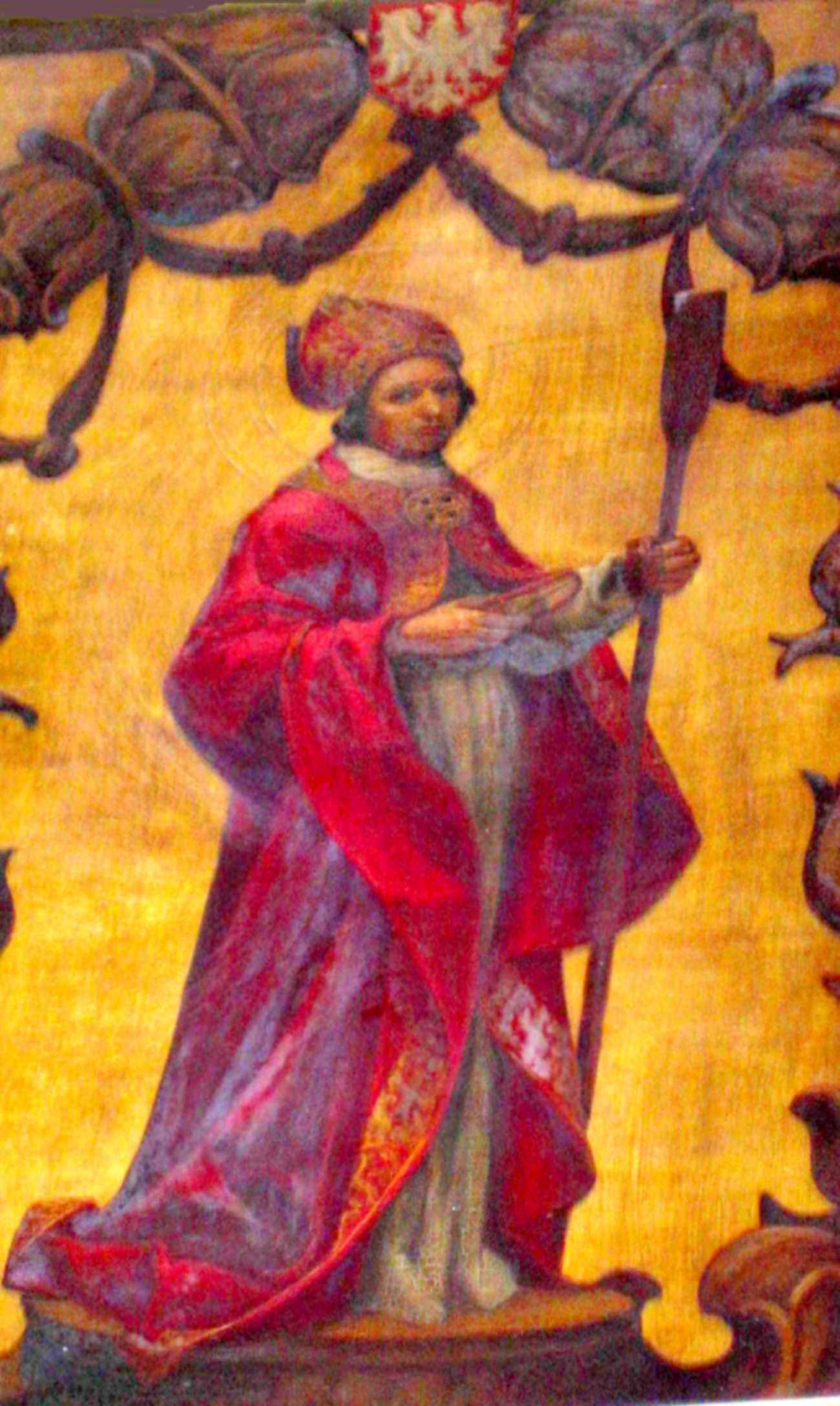
Santo Adalberto, pintura do século XV

Em 980 Adalberto concluiu seus estudos na escola de Magdeburgo e retornou a Praga, onde se tornou um sacerdote. Em 981 morreram, seu pai, príncipe Slavník, e o seu mentor, Santo Adalberto de Magdeburgo.
Em 982, ainda sem ter completado trinta anos de idade, Adalberto tornou-se bispo de Praga. Embora Adalberto descendesse de família rica e pudesse ter conforto e luxo, "viveu de maneira pobre por sua própria vontade". Era conhecido por praticar a caridade, pela austeridade, serviço zeloso à Igreja. Seu trabalho foi dificultado até mesmo na sua Boêmia natal, devido à crença pagã profundamente enraizada na mente das pessoas. Adalberto combateu a poligamia e a idolatria, que ainda eram comum entre os tchecos. Ele também se ressentia muito da participação dos cristãos batizados no comércio de escravos.
Em 989, renunciou ao seu cargo de bispo e deixou Praga. Foi para Roma e viveu como um eremita no mosteiro de Santo Alexis beneditino.
Quatro anos depois, em 993, o Papa João XV mandou-o de volta para a Boêmia. Adalberto tornou-se bispo novamente. Nessa época, ele fundou o mosteiro de Břevnov, perto de Praga, o primeiro em terras tchecas. No entanto, a nobreza local continuou a opor-se ao seu ministério. Além disso, segundo a crônica de Cosmas, os altos membros do clero eram um fardo para Adalberto, e em 994 ele ofereceu seu cargo para Strachkvas, um membro da dinastia Přemyslida e irmão de Boleslau II, Duque da Boêmia. Strachkvas, no entanto, não aceitou.
Em 995, a antiga rivalidade dos Slavníks com os Přemyslids resultou na tomada de Libice e o cruel assassinato de quatro (ou cinco) dos irmãos de Adalberto. Tudo isso foi feito pela vontade de Boleslau II, Duque da Boêmia, e os executores eram seus confederados, membros de um poderoso clã de Vršovci. Assim, o principado de Zličan tornou-se parte do território dos Přemyslidas.
Adalberto condenou Vrśovci na igreja e previu que seriam severamente perseguidos. Após a tragédia, ele não poderia permanecer na Boêmia e fugiu de Praga, apesar do apelo do Papa para ele voltar à sua sede episcopal. Strachkvas acabou sendo designado seu sucessor. No entanto, quando estava para assumir o cargo de bispo de Praga, morreu repentinamente durante o cerimonial. As circunstâncias de sua morte ainda são obscuras.
Adalberto foi para a Hungria e batizou Géza e seu filho Estêvão, na cidade de Esztergom. Depois seguiu para a Polônia, onde foi calorosamente recebido por Boleslau, o Bravo. Depois da breve visita, Adalberto foi para a Prússia com uma missão cristã.

## Missão e martírio na Prússia

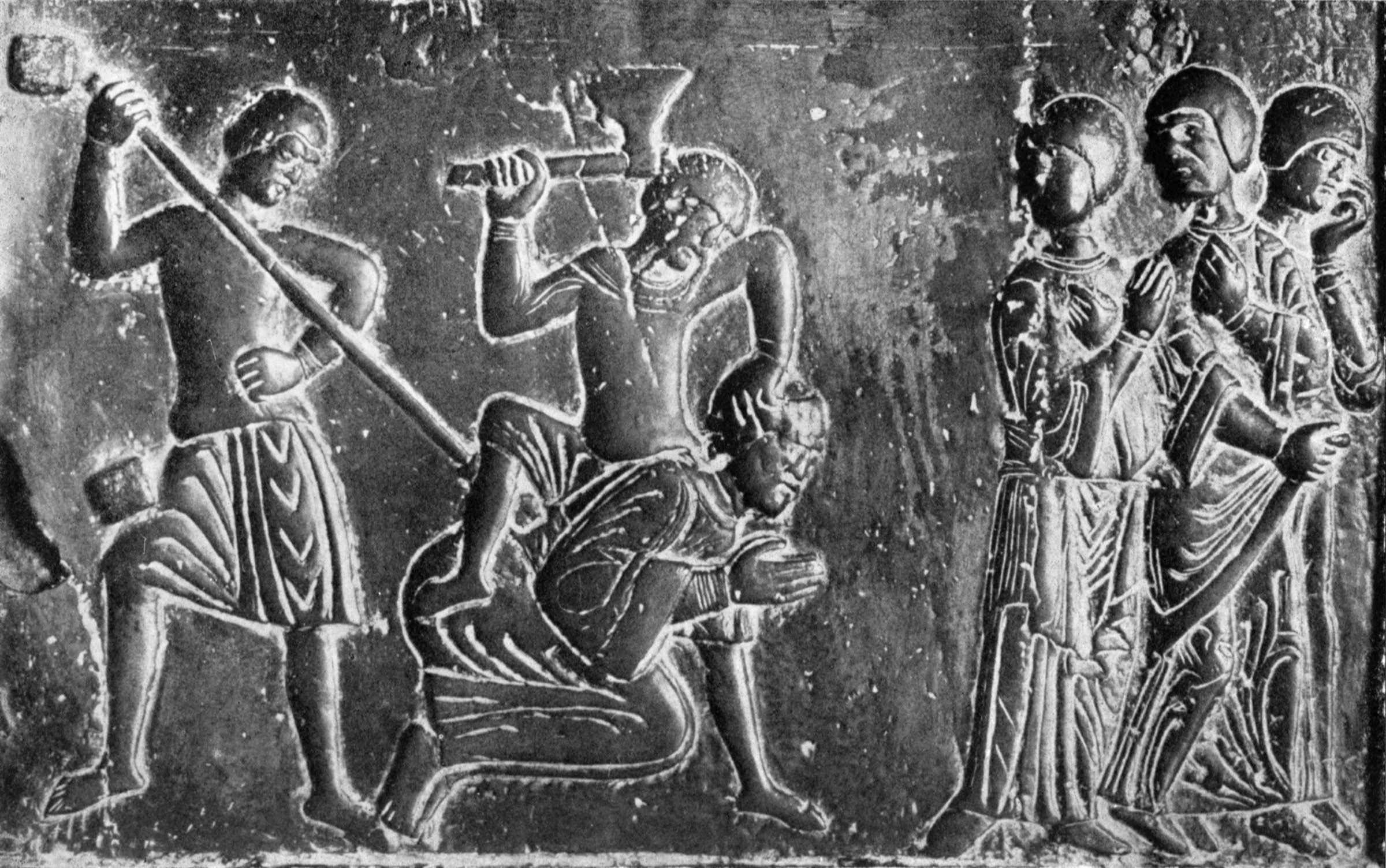
Adalberto sendo morto pelos prussianos, parte das Portas de Gniezno

Adalberto de Praga já em 977 tinha a ideia de se tornar um missionário na Prússia. Depois de ter convertido a Hungria, ele foi enviado pelo Papa para converter os pagãos prussianos. Boleslau, o Bravo, duque da Polônia (mais tarde rei), enviou soldados com Adalberto. O bispo e seus seguidores - incluindo seu meio-irmão Radim (Gaudêncio) - entraram em território da Prússia e passaram ao longo da costa do Mar Báltico em direção a Gdańsk.
Era um procedimento padrão de missionários cristãos tentar derrubar árvores de carvalho sagrado (ver Iconoclastia), como já haviam feito em muitos outros lugares, inclusive na Saxônia. Porque as árvores eram adoradas e os espíritos, que se acreditava habitar nelas, eram temidos por seus poderes, isso era feito para demonstrar aos não-cristãos que nenhuma força sobrenatural protegia as árvores da fé dos cristãos.
Como eles não atenderam aos avisos para ficarem longe das matas de carvalhos sagrados, Adalberto foi executado por sacrilégio, e seus correligionários interpretaram o fato como sendo um martírio, em abril de 997 na costa do mar Báltico, a leste de Truso (atualmente Elbląg, Elbing), ou perto de Tenkitten e Fischhausen. Há registros de que seu corpo foi comprado por seu peso em ouro por Boleslau, o Bravo.

## Canonização e memória

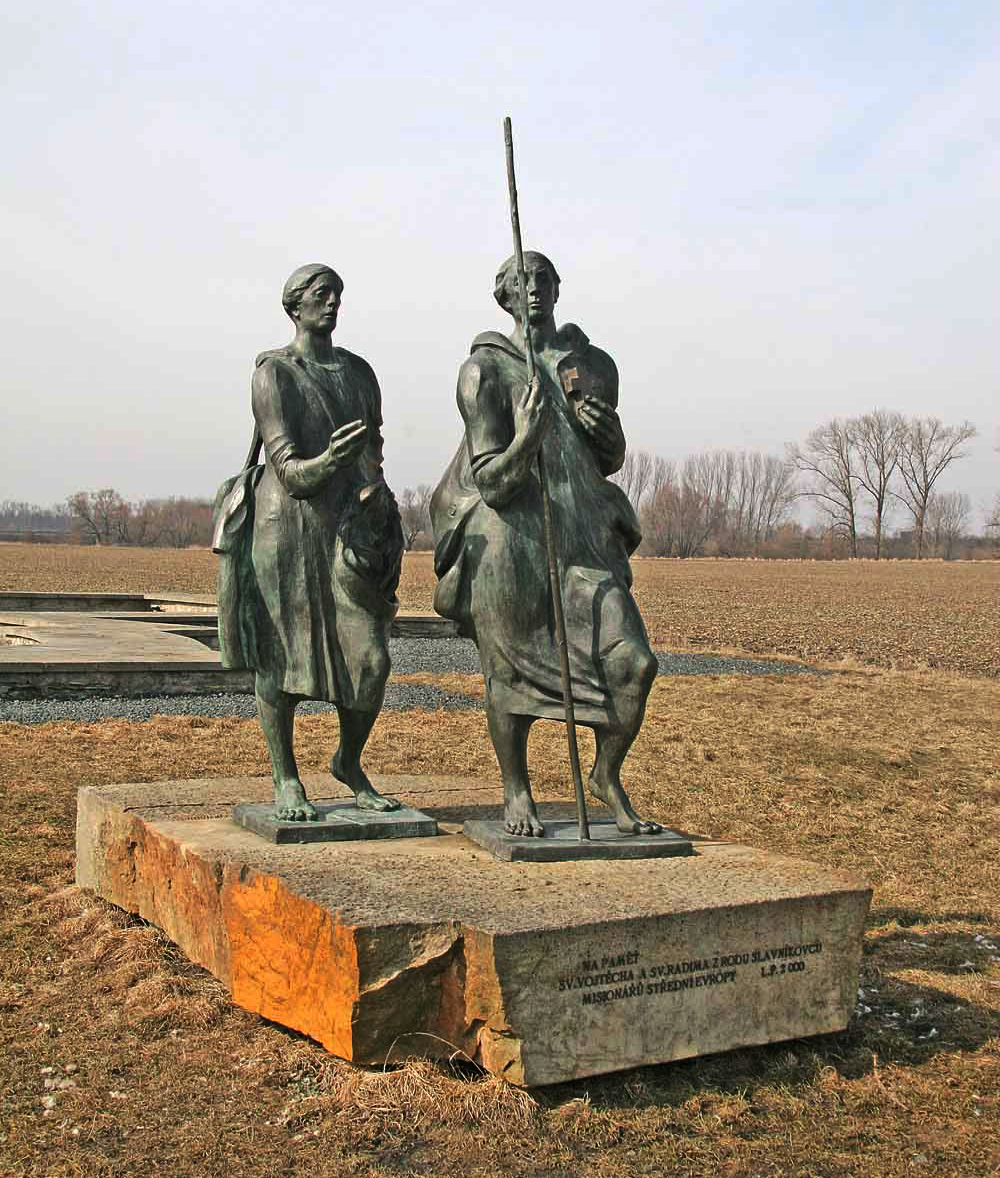
Santo Adalberto (Vojtěch) e seu irmão Gaudêncio (Radim) – Monumento em Libice (República Tcheca)

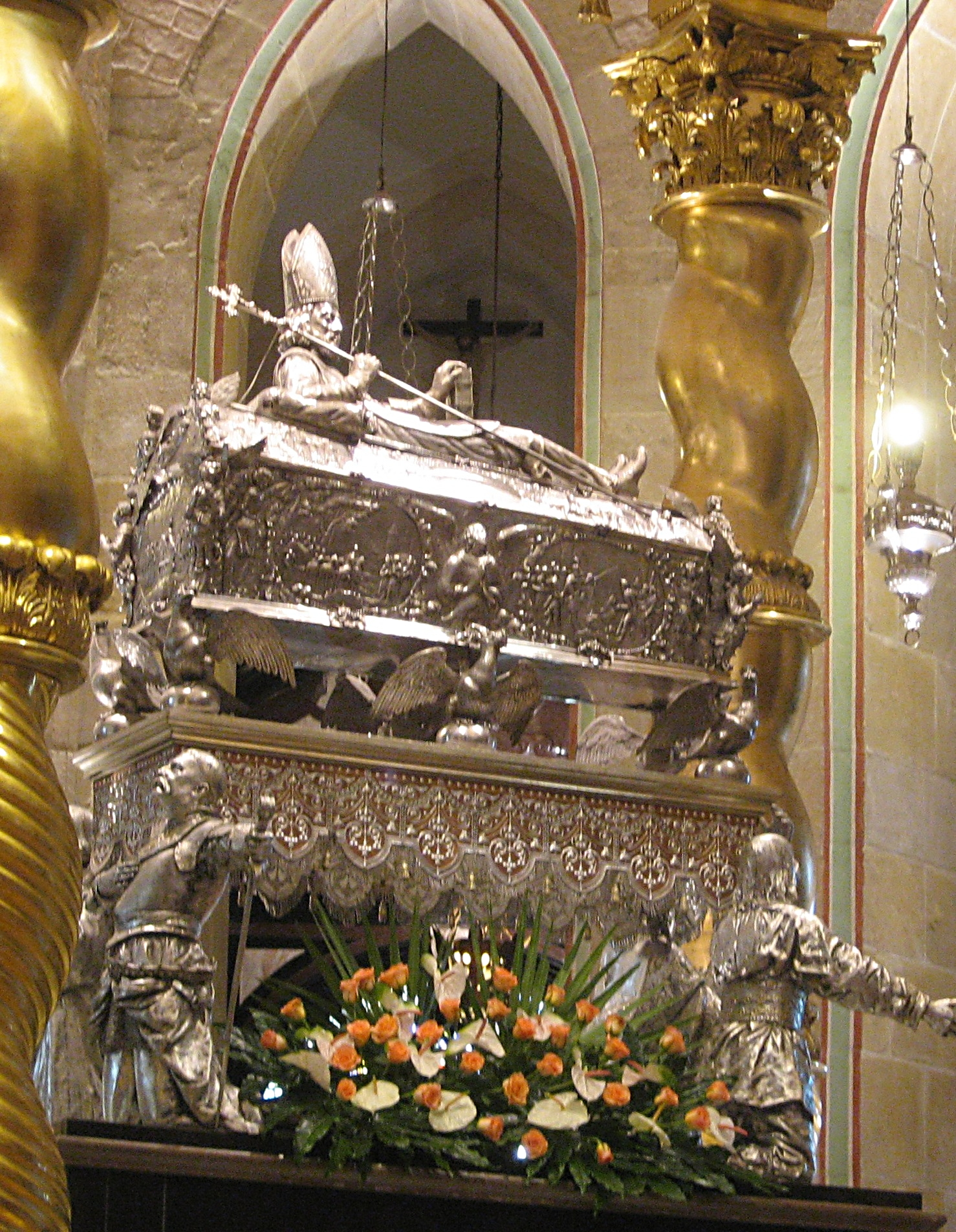
O túmulo de prata de Santo Adalberto (Wojciech) na Catedral de Gniezno

Alguns anos mais tarde Adalberto foi canonizado como Santo Adalberto de Praga. Sua biografia foi escrita por vários autores em Vita Sancti Adalberti Pragensis, sendo o relato mais antigo atribuído ao bispo Notker of Liège, da imperial Aachen e Liège/Lüttich, embora tenha sido assumida por muitos anos que o monge romano João Canapário escreveu a primeira Vita em 999. Outro famoso biógrafo de Adalberto foi São Bruno de Querfurt, que escreveu em sua hagiografia em 1001-1004.
Notavelmente, os governantes da Boêmia (isto é, Přemyslidas) inicialmente recusaram-se a resgatar o corpo de Santo Adalberto dos prussianos que o assassinaram, por isso foi comprado pelos poloneses. Este fato pode ser explicado por Santo Adalberto pertencer à família Slavniks, inimiga dos Premislidas. Assim, os ossos de Santo Adalberto foram armazenados em Gniezno e ajudou Boleslau I, o Bravo, a melhorar a posição da Polônia na Europa.
Diz-se que em 1039, o duque da Boêmia Bretislau I recuperou os ossos de Santo Adalberto de Gniezno e transferiu-os para Praga. Segundo outra versão, ele levou apenas uma parte dos ossos, enquanto que o resto das relíquias de Santo Adalberto (incluindo o crânio) foi escondido pelos poloneses (de acordo com Roczniki Polskie) e encontrado em 1127. Em 1928, um dos braços de Santo Adalberto, que Boleslau I tinha dado a Otão III no ano 1000, foi acrescentado aos ossos preservados em Gniezno. Hoje, Santo Adalberto tem duas sepulturas, sendo que ainda não se sabe em qual delas os ossos são autênticos. Por exemplo, o santo tem dois crânios - um em Praga, um segundo em Gniezno (roubado em 1923).
Em abril de 1997, o milésimo aniversário do martírio de Santo Adalberto foi comemorado na República Tcheca, Polônia, Alemanha, Rússia e em outros países. Representantes das Igrejas católica, ortodoxa grega e evangélica estiveram na ocasião em Gniezno, junto ao túmulo do santo. O Papa João Paulo II visitou Gniezno e realizou um serviço cerimonial divino, do qual participaram dirigentes de sete países europeus e cerca de um milhão de fiéis. Na Óblast de Caliningrado, perto da vila de Beregovoe (antiga Tenkitten), onde a morte de Adalberto hipoteticamente teria ocorrido, uma cruz de dez metros foi erguida.